# Rhizochromulinaceae
 (février 2022).
Famille
Les Rhizochromulinaceae sont une famille d'algues de l'embranchement des Ochrophyta  de la classe des Dictyochophyceae et de l’ordre des Rhizochromulinales.
Le Rhizochromulina est un organisme marin, qui peut vivre dans les mares supralittorales en Méditerranée.

## Étymologie
Le nom vient du genre type Rhizochromulina,  dérivé du grec ρίζα / rhiza, racine, et χρώμα / chróma, couleur.

## Description
Le Rhizochromulina se présente sous la forme d'une cellule amiboïdes solitaire, avec de nombreux filipodes fins et perlés, ayant un chloroplaste muni d'un pyrénoïde, mais dépourvu de stigmate. Sa reproduction s'effectue par division dans des essaims dont le flagelle est poilu ; le flagelle lisse est complètement réduit de sorte qu'il ne reste que le corps basal.

## Liste des genres
Selon AlgaeBase (14 février 2022) :
- Rhizochromulina D.J.Hibberd & Chrétiennot-Dinet, 1979